# Паппер, Жюль
Жюль Паппер (нидерл. Jules Pappaert; 5 ноября 1905 года, Уккел — 30 декабря 1945 года, Анген) — бельгийский футболист, защитник, участник чемпионата мира 1934 года.

## Клубная карьера
Паппер — воспитанник футбольного клуба «Юнион». В 1930 годы был капитаном брюссельского клуба и стал победителем трёх чемпионатов Бельгии (1933, 1934, 1935). За годы выступления в клубе провёл 214 матчей и забил 22 гол. В 1928—1930 годах был игроком Роял Даринг, за которую ранее 1 матч провёл его брат — Джозеф. После ухода из «Юниона» стал футболистом «Анген Спорт», во время Второй мировой войны был арендован клубом Стар Флерон из одноимённого города.
30 декабря 1945 года скончался от сердечного приступа. С 1953 года его имя носит трофей которая получает одна из команд трёх высших дивизионов Бельгии за самую продолжительную беспроигрышную серию в течение сезона.

## Карьера в сборной
С 1932 по 1934 года провёл 4 матча за сборную. 11 декабря 1932 года дебютировал за сборную в товарищеском матче против Австрии. Был также в заявке на чемпионат мира 1934 года во Италии, но не играл на турнире.
| Матчи и голы Жюля Паппера за сборную Бельгии | Матчи и голы Жюля Паппера за сборную Бельгии | Матчи и голы Жюля Паппера за сборную Бельгии | Матчи и голы Жюля Паппера за сборную Бельгии | Матчи и голы Жюля Паппера за сборную Бельгии | Матчи и голы Жюля Паппера за сборную Бельгии | Матчи и голы Жюля Паппера за сборную Бельгии |
| -------------------------------------------- | -------------------------------------------- | -------------------------------------------- | -------------------------------------------- | -------------------------------------------- | -------------------------------------------- | -------------------------------------------- |
| №                                            | Дата                                         | Место проведения                             | Соперник                                     | Счёт                                         | Голы                                         | Турнир                                       |
| 1                                            | 11 декабря 1932                              | Брюссель, Бельгия                            | Австрия                                      | 1:6                                          | —                                            | Товарищеский матч                            |
| 2                                            | 25 февраля 1934                              | Дублин, Ирландия                             | Ирландия                                     | 4:4                                          | —                                            | отбор на ЧМ—1938                             |
| 3                                            | 11 марта 1934                                | Амстердам, Нидерланды                        | Нидерланды                                   | 9:3                                          | —                                            | Товарищеский матч                            |
| 4                                            | 29 апреля 1934                               | Антверпен, Бельгия                           | Нидерланды                                   | 2:4                                          | —                                            | отбор на ЧМ—1938                             |

Итого: 4 матча / 0 голов; 0 побед, 1 ничья, 3 поражений.